# Гольцово (городской округ Шаховская)
Гольцо́во — деревня в городском округе Шаховская Московской области России.

## Население
| 1852 | 1859 | 1926 | 2002 | 2006 | 2010 |
| ---- | ---- | ---- | ---- | ---- | ---- |
| 141  | →141 | ↗213 | ↘7   | ↗15  | ↘9   |

## География
Расположена примерно в 7 км к северо-востоку от районного центра — посёлка городского типа Шаховская, на левом берегу небольшой реки Космынки, впадающей в Лобь (бассейн Иваньковского водохранилища). В деревне одна улица — Опытное поле.
Соседние населённые пункты — деревни Аксаково, Забелино, Новоникольское и Бабинки.

## Исторические сведения
В 1769 году деревней Гальцова (Новоселки) Хованского стана Волоколамского уезда Московской губернии владел полковник Александр Михайлович Рахманов, в ней было 59 душ.
В середине XIX века деревня Гольцово относилась к 1-му стану Волоколамского уезда и принадлежала генералу Павлу Александровичу Рахманову. В деревне было крестьян 64 души мужского пола и 77 душ женского.
В «Списке населённых мест» 1862 года Гальцово — владельческая деревня 1-го стана Волоколамского уезда Московской губернии по левую сторону Московского тракта, шедшего от границы Зубцовского уезда на город Волоколамск, в 25 верстах от уездного города, при колодце, с 10 дворами и 141 жителем (65 мужчин, 76 женщин).
По данным на 1890 год входила в состав Кульпинской волости, число душ мужского пола составляло 79 человек.
В 1913 году в деревне Гольцева — 30 дворов и чайная лавка.
По материалам Всесоюзной переписи населения 1926 года Гольцово — деревня Аксаковского сельсовета Судисловской волости Волоколамского уезда, проживало 213 человек (104 мужчины, 109 женщин), насчитывалось 38 крестьянских хозяйств.
С 1929 года — населённый пункт в составе Шаховского района Московской области. В 1927—1954 — центр Гольцовского сельсовета.
1994—2006 гг. — деревня Судисловского сельского округа Шаховского района.
2006—2015 гг. — деревня сельского поселения Раменское Шаховского района.
2015 — н. в. — деревня городского округа Шаховская Московской области.